# Наливка
Нали́вка — сладкая фруктово-ягодная настойка. Крепость — 18—20 %, объёмная сахаристость — 28—40 %. Вырабатывается из спиртованных соков и настоев свежих фруктов и ягод, сахарного сиропа, ректифицированного спирта, лимонной кислоты и умягчённой воды. Примерами могут служить спотыкач в России и  на Украине, ратафия в Испании.
В зависимости от способа приготовления срок созревания наливок составляет от одного месяца до полугода. Различают позднеспелые, среднеспелые и скороспелые наливки.
При приготовлении позднеспелых наливок преимущественно, но не всегда, используют фрукты с длительным сроком хранения, в частности, семечковые и некоторые косточковые. Например, яблоки, груши, рябина, айва и другие. Для приготовления позднеспелых наливок используется также крыжовник, имеющий ограниченный срок хранения (порядка 10—15 дней при температуре около 0 °C). Позднеспелые наливки созревают в течение 3—6 месяцев.
Среднеспелые наливки приготовляются из косточковых (вишня, слива) и ягод со сроком хранения около 10—15 дней при нулевой температуре (смородина, брусника). Такие наливки созревают за 1,5—2,5 месяца.
Ягоды с коротким сроком хранения (приблизительно 3—5 дней при температуре 0 °C), как, например, малина и земляника, используются для приготовления скороспелых наливок, созревающих в течение месяца.
В пищевой промышленности наливки изготавливаются на ликёро-водочных заводах. Объемы производства, относительно водки, небольшие, а технологическая схема приготовления сложнее, так как, кроме основных материалов — спирта и воды, требуются полуфабрикаты спиртованных соков, морсов, сахарный сироп, ароматный спирт, красители и другие ингредиенты.
В СССР начиная с 1923 года промышленно производилось не менее 26—27 сортов наливок, советские наливки содержали 18—20 % объёмной доли спирта, 28—40 грамм/100 мл сахара и разливались в бутылки ёмкостью 0,25 и 0,5 литра. Могли содержать до 40 % ягодных или фруктовых соков.
С 1 января 2016 года в России вступил в действие ГОСТ в отношении традиционных спиртных напитков, в том числе подслащённых плодово-ягодных водок (спотыкач, клюковка), который запрещает использование химических подсластителей и вкусовых добавок.